# Ga Sinseol-dong
Ga Sinseol-dong (Tiếng Hàn: 신설동역, Hanja: 新設洞驛) là ga trên Tàu điện ngầm Seoul tuyến 1, Tuyến nhánh Seongsu của Tàu điện ngầm Seoul tuyến 2 và Tuyến Ui-Sinseol trải dài qua Yongsin-dong, Dongdaemun-gu và Sungin-dong, Jongno-gu, Seoul, Hàn Quốc. Một phần kết nối với tuyến 1 và ga tuyến 2, và tàu tuyến 1 thuộc về Tổng công ty Vận tải Seoul được phục vụ tại depot Gunja sau Ga Yongdap.
Sân ga 'bí mật' không được sử dụng ở tầng B3 của nhà ga này; nó từng được sử dụng làm sân ga cho tuyến 2. Tuy nhiên, do lũ lụt liên tục, sân ga này đã đóng cửa, và sân ga mới tại tầng B2 phục vụ cho tuyến 2 hiện tại.

## Lịch sử
- 15 tháng 8 năm 1974 : Việc kinh doanh bắt đầu sau khi khai trương Tàu điện ngầm Seoul tuyến 1.
- 28 tháng 5 năm 1980: Tên ga Tàu điện ngầm Seoul tuyến 2 được quyết định là Ga Gucheong-ap (區廳앞驛) [2]
- 28 tháng 8 năm 1980: Tên ga Tàu điện ngầm Seoul tuyến 2 được đổi từ ga Gucheong-ap thành ga Sinseol-dong [3]
- 31 tháng 10 năm 1980: Trở thành ga trung chuyển với việc khai trương Tàu điện ngầm Seoul tuyến 2.
- 20 tháng 10 năm 2005: Với việc khai trương Ga Yongdu, số ga của Tuyến 2 thay đổi từ 211-3 thành 211-4.
- 21 tháng 12 năm 2005: Với việc khai trương Ga Dongmyo, số ga của Tuyến 1 thay đổi từ 127 thành 126.
- 2 tháng 9 năm 2017: Với việc khai trương đoạn Sinseol-dong ~ Bukhansan Ui trên Tuyến Ui-Sinseol của Đường sắt nhẹ Seoul, nó đã trở thành ga trung chuyển cho ba tuyến.

## Bố trí ga

### Tuyến số 1 (B2F)
| ↑ Jegi-dong |
| \| S/B      |
| Dongmyo ↓   |

| Hướng Bắc | ● Tuyến 1 | ← Hướng đi Cheongnyangni · Đại học Kwangwoon · Uijeongbu · Yeoncheon |
| Hướng Nam | ● Tuyến 1 | → Hướng đi Dongdaemun · Seoul · Sindorim · Incheon · Sinchang →      |

| Tuyến và hướng                                                                    | Chuyển tuyến nhanh |
| --------------------------------------------------------------------------------- | ------------------ |
| Tuyến 1 (Hướng Yeoncheon) → Tuyến 2 Tuyến nhánh Seongsu, Tuyến Ui-Sinseol         | 9-4                |
| Tuyến 1 (Hướng Incheon, Sinchang) → Tuyến 2 Tuyến nhánh Seongsu, Tuyến Ui-Sinseol | 2-1                |

### Tuyến số 2 (B2F)
| Bắt đầu·Kết thúc |
| \| N/B           |
| ↓ Yongdu         |

| Hướng Bắc | ● Tuyến nhánh Seongsu | → Kết thúc tại ga này                          |
| Hướng Nam | ● Tuyến nhánh Seongsu | ← Hướng đi Yongdu · Sindap · Yongdap · Seongsu |

| Tuyến và hướng                                          | Chuyển tuyến nhanh |
| ------------------------------------------------------- | ------------------ |
| Tuyến 2 Tuyến nhánh Seongsu → Tuyến 1, Tuyến Ui-Sinseol | 1-1                |

### Tuyến Ui-Sinseol (B2F)
| Bomun ↑          |
| \| １            |
| Bắt đầu·Kết thúc |

| １ | ● Tuyến Ui-Sinseol | ← Hướng đi Đại học Nữ sinh Sungshin · Samyang Sageori · Nghĩa trang Quốc gia 19 tháng 4 · Bukhansan Ui                                                          |
| ２ | ● Tuyến Ui-Sinseol | ← Hướng đi Đại học Nữ sinh Sungshin · Samyang Sageori · Nghĩa trang Quốc gia 19 tháng 4 · Bukhansan Ui (Chỉ sử dụng trong giờ cao điểm vào các ngày trong tuần) |

| Tuyến và hướng                                          | Chuyển tuyến nhanh |
| ------------------------------------------------------- | ------------------ |
| Tuyến Ui-Sinseol → Tuyến 1, Tuyến 2 Tuyến nhánh Seongsu | 1-2                |

## Xung quanh nhà ga
- Trung tâm phúc lợi hành chính Yongsin-dong
- Dịch vụ Hưu trí Quốc gia Chi nhánh Dongdaemun Jungrang
- Ngân hàng Công nghiệp Hàn Quốc Chi nhánh Sinseoldong
- Trường tiểu học Daegwang
- Trường trung học cơ sở Daegwang
- Trường trung học Daegwang
- Trung tâm ổn định việc làm Dongdaemun
- Bưu điện Dongdaemun
- Biudangyo
- Văn phòng Giáo dục Thủ đô Seoul Thư viện Dongdaemun
- Chợ Yongdu
- Trường tiểu học Seoul Yongdu
- Chi nhánh E-Mart Cheonggyecheon
  - Electromart Chi nhánh Cheonggyecheon
- Rạp chiếu phim Lotte Hwanghak
- Chi nhánh KRA Plaza Dongdaemun
- Ngân hàng Phát triển Hàn Quốc
- Viện nghiên cứu và thử nghiệm hàng may mặc Hàn Quốc
- Trường Hwanghak
- Chợ Pungmul
- Công ty TNHH Daesang
- Văn phòng Giáo dục Nhân tài Khu vực Dongdaemun

## Thay đổi hành khách
| Năm | Số lượng hành khách (người) | Số lượng hành khách (người) | Số lượng hành khách (người) | Tổng cộng | Ghi chú |  |        |  |
| --- | --------------------------- | --------------------------- | --------------------------- | --------- | ------- |  | ------ |  |
| Năm | 1994                        | 72,876                      | 18,829                      | Tổng cộng | Ghi chú |  | 91,705 |  |
| 1995 | 67,131                      | 18,255                      | 85,386                      |           |         |  |        |  |
| 1996 | 60,045                      | 11,152                      | 71,197                      |           |         |  |        |  |
| 1997 | 59,835                      | 8,171                       | 68,006                      |           |         |  |        |  |
| 1998 | 58,499                      | 7,109                       | 65,608                      |           |         |  |        |  |
| 1999 | —                           | —                           | -                           |           |         |  |        |  |
| 2000 | 56,152                      | 9,049                       | 65,201                      |           |         |  |        |  |
| 2001 | 47,586                      | 9,189                       | 56,775                      |           |         |  |        |  |
| 2002 | 43,169                      | 9,170                       | 52,339                      |           |         |  |        |  |
| 2003 | 41,124                      | 9,179                       | 50,303                      |           |         |  |        |  |
| 2004 | 41,062                      | 9,489                       | 50,551                      |           |         |  |        |  |
| 2005 | 40,551                      | 8,944                       | 49,495                      |           |         |  |        |  |
| 2006 | 34,089                      | 8,246                       | 42,335                      |           |         |  |        |  |
| 2007 | 32,534                      | 8,273                       | 40,807                      |           |         |  |        |  |
| 2008 | 33,326                      | 8,679                       | 42,005                      |           |         |  |        |  |
| 2009 | 34,730                      | 7,998                       | 42,728                      |           |         |  |        |  |
| 2010 | 35,256                      | 7,821                       | 43,077                      |           |         |  |        |  |
| 2011 | 35,294                      | 7,587                       | 42,881                      |           |         |  |        |  |
| 2012 | 34,366                      | 7,483                       | 41,849                      |           |         |  |        |  |
| 2013 | 33,230                      | 7,788                       | 41,018                      |           |         |  |        |  |
| 2014 | 33,692                      | 8,243                       | 41,935                      |           |         |  |        |  |
| 2015 | 33,445                      | 7,869                       | 41,314                      |           |         |  |        |  |
| 2016 | 32,636                      | 7,934                       | 40,570                      |           |         |  |        |  |
| 2017 | 31,373                      | 8,074                       | 3,055                       | 42,502    | [ 4 ]   |  |        |  |
| 2018 | 31,684                      | 8,840                       | 3,409                       | 43,933    |         |  |        |  |
| 2019 | 31,831                      | 8,693                       | 4,022                       | 44,546    |         |  |        |  |
| 2020 | 23,323                      | 5,882                       | 3,451                       | 32,656    |         |  |        |  |
| 2021 | 22,735                      | 5,905                       | 3,498                       | 32,138    |         |  |        |  |
| 2022 | 24,299                      | 6,849                       | 3,835                       | 34,983    |         |  |        |  |
| 2023 | 26,111                      | 7,352                       | 4,197                       | 37,660    |         |  |        |  |
| Nguồn |                             |                             |                             |           |         |  |        |  |
| : Phòng dữ liệu Tổng công ty Vận tải Seoul : Trung tâm Dữ liệu Mở Seoul, Bộ Đất đai, Cơ sở hạ tầng và Giao thông Đường sắt Thống kê |                             |                             |                             |           |         |  |        |  |

## Hình ảnh

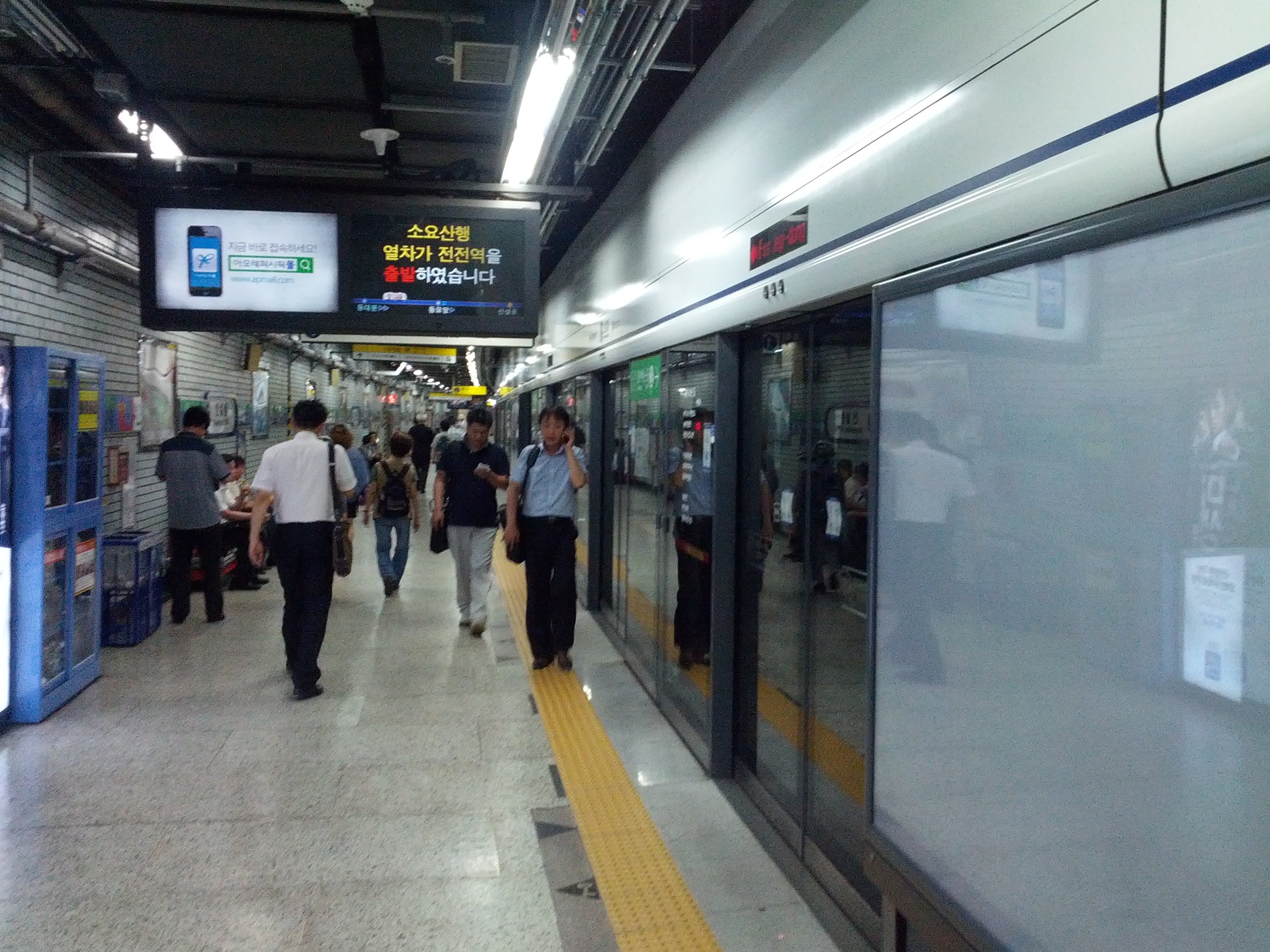
Sân ga tuyến 1
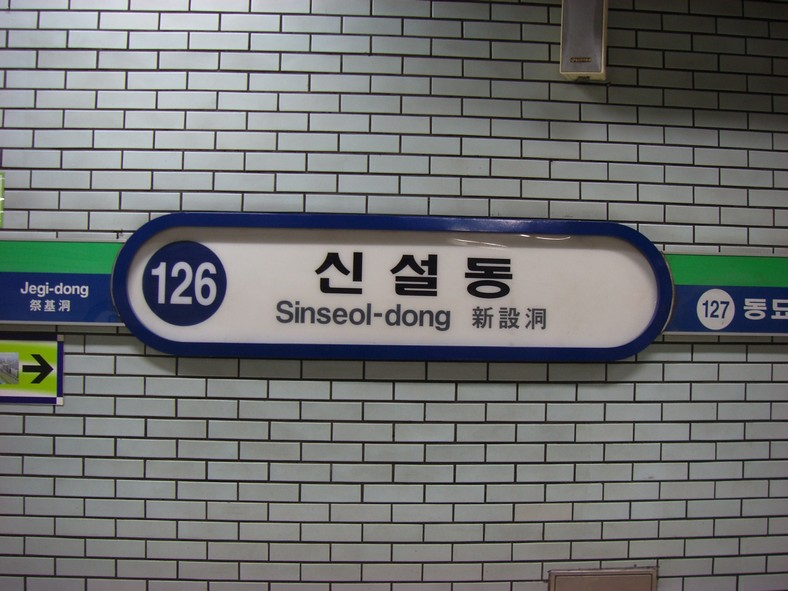
Tên ga tuyến 1
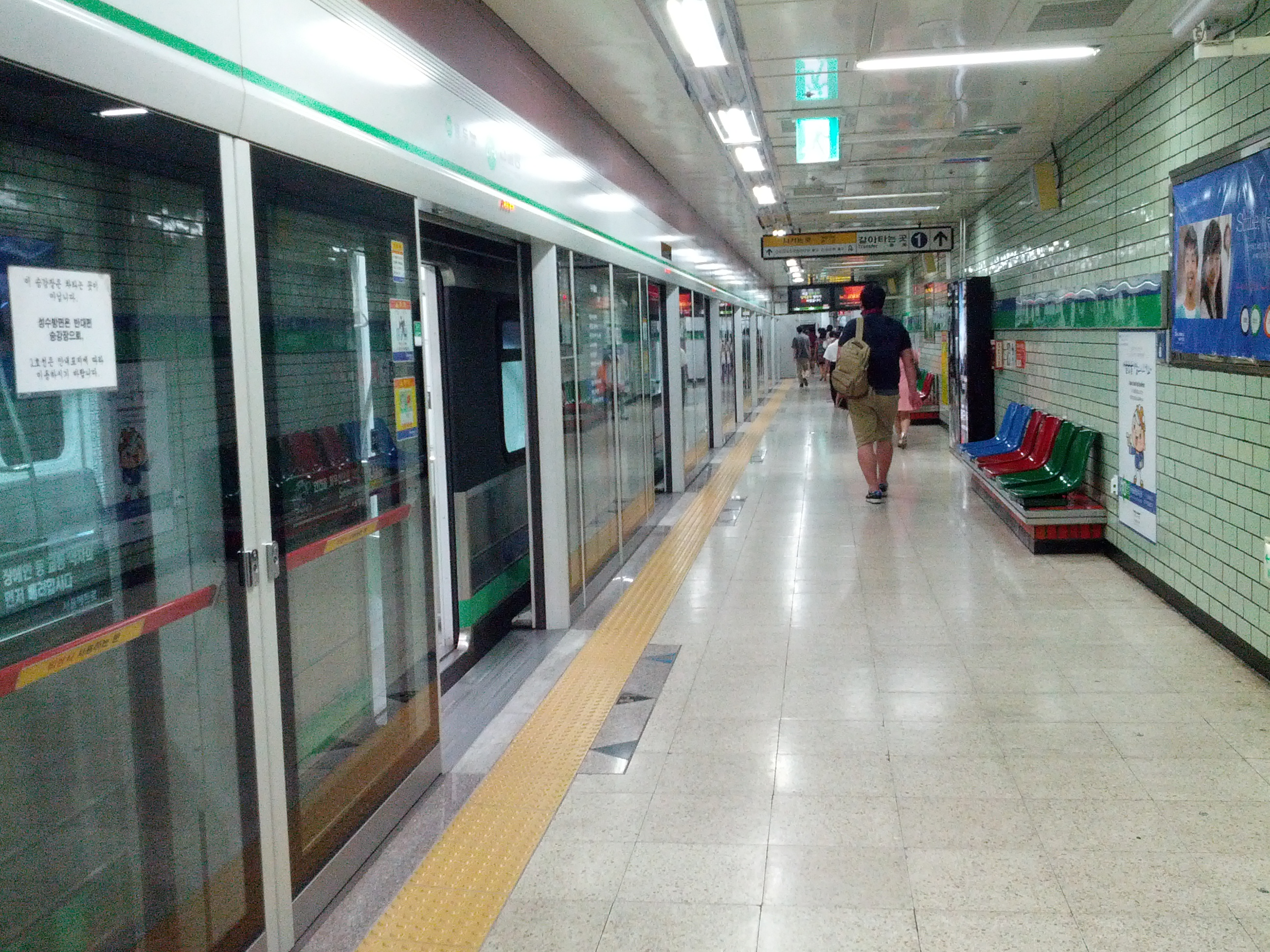
Sân ga tuyến 2